# Mexichromis festiva
Mexichromis festiva is een zeenaaktslak die behoort tot de familie van de Chromodorididae. Deze slak komt voor in het zuidwesten van de Grote Oceaan, hoofdzakelijk voor de kust van Queensland en New South Wales (Australië), op een diepte van 8 tot 15 meter.
De slak is wit van kleur, met wijnrode vlekken. De mantelrand bestaat uit afwisselende gele en witte vlekken. De kieuwen zijn roze en geel gestreept, terwijl de rinoforen helemaal roze zijn. Ze wordt, als ze volwassen is, zo'n 0,8 tot 3 cm lang.